# Tylopsacas
Tylopsacas é um género botânico pertencente à família Gesneriaceae.

## Espécie
- Tylopsacas cuneata

## Nome e referências
Tylopsacas (Gleason) Leeuwenb.